# لويس كارفالو
لويس كارفالو (بالإسبانية: Luis Carvallo)‏ هو لاعب كرة قدم تشيلي في مركز الهجوم، ولد في القرن العشرين في تشيلي، وتوفي في 1938. لعب مع كولو-كولو.